# Demokratiska framstegspartiet
Demokratiska progressiva partiet är ett av de ledande politiska partierna i Taiwan (formellt Republiken Kina). Partiet har sedan valet 2016 absolut majoritet i Taiwans parlament med 68 av de 113 platserna. Partiets ledare Tsai Ing-wen tillträdde i maj 2016 som landets första kvinnliga president.
Partiet eftersträvar formell självständighet för Taiwan från Folkrepubliken Kina (Fastlandskina) samt representation för Taiwan i FN. Folkrepubliken Kina betraktar Republiken Kina på Taiwan som en utbrytarstat som måste återintegreras med moderlandet, om nödvändigt med hjälp av militär intervention. 
Det Demokratiska framstegspartiets ledare heter Tsai Ing-wen och valdes den 25 maj 2014 att på nytt leda partiet då hon tidigare varit ordförande 2008–2012. 16 januari 2016 valdes hon till Taiwans president.

## Ideologi
DPP är det ledande partiet i den Pan-gröna koalitionen och medlem av den Liberala internationalen.
Partiet stöder taiwanesisk nationalism, vilket betyder att taiwaneser identifierar som taiwaneser och inte kineser.

## Partiledare
1. Chiang Peng-chian (1986–1987)
2. Yao Chia-wen (1987–1988)
3. Huang Shin-cheih (1988–1992)
4. Hsu Hsin-liang (1992–1994, 1996–1998)
5. Shih Ming-teh (1994–1996)
6. Lin Yi-hsiung (1998–2000)
7. Frank Hsieh (2000)
8. Chen Shui-bian (2000–2008)
9. Tsai Ing-wen (2008-2012)
10. Su Tseng-chang (2012- 2014)
11. Tsai Ing-wen (2014-)

## Galleri

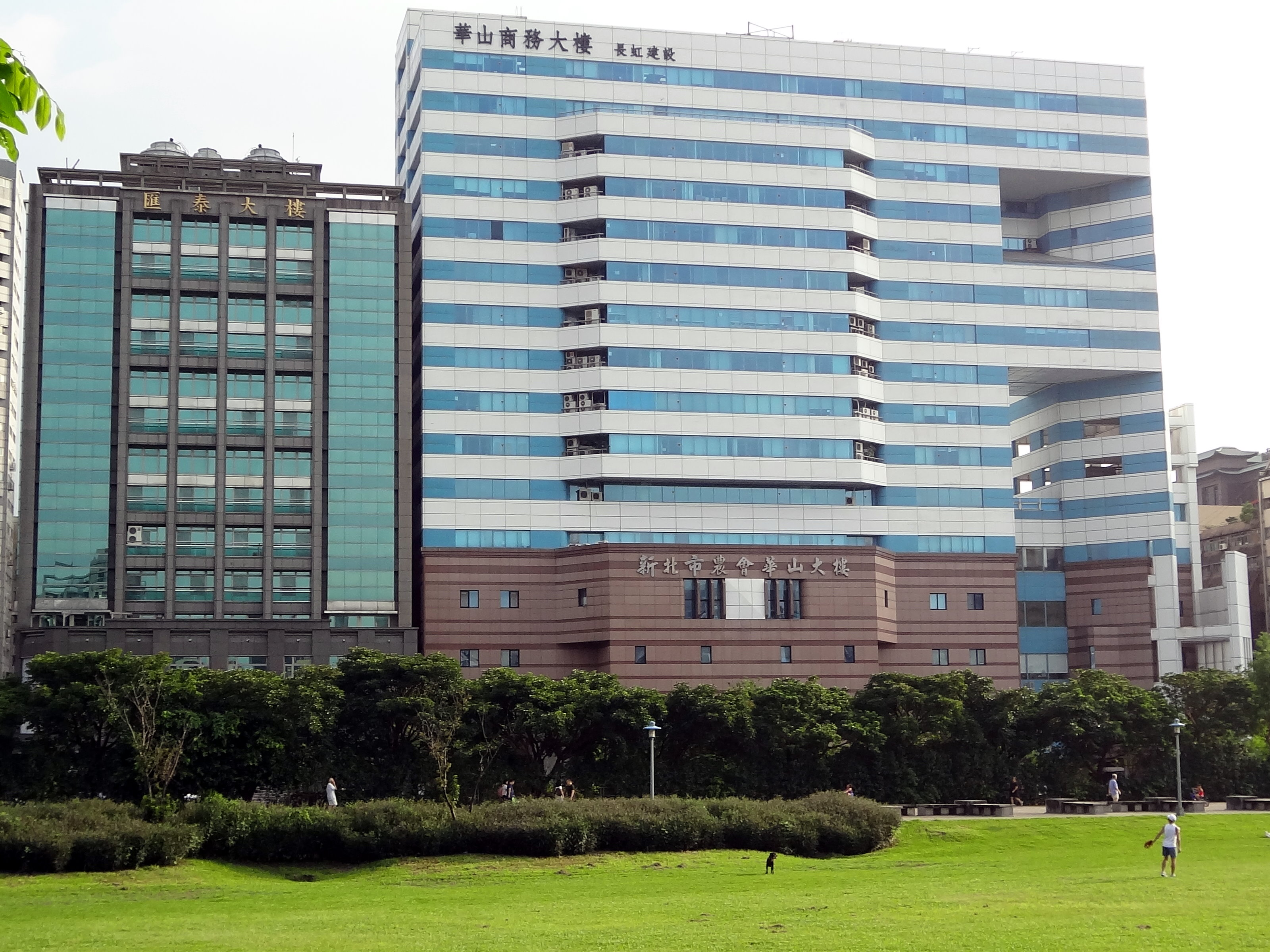
Partiets huvudkontor
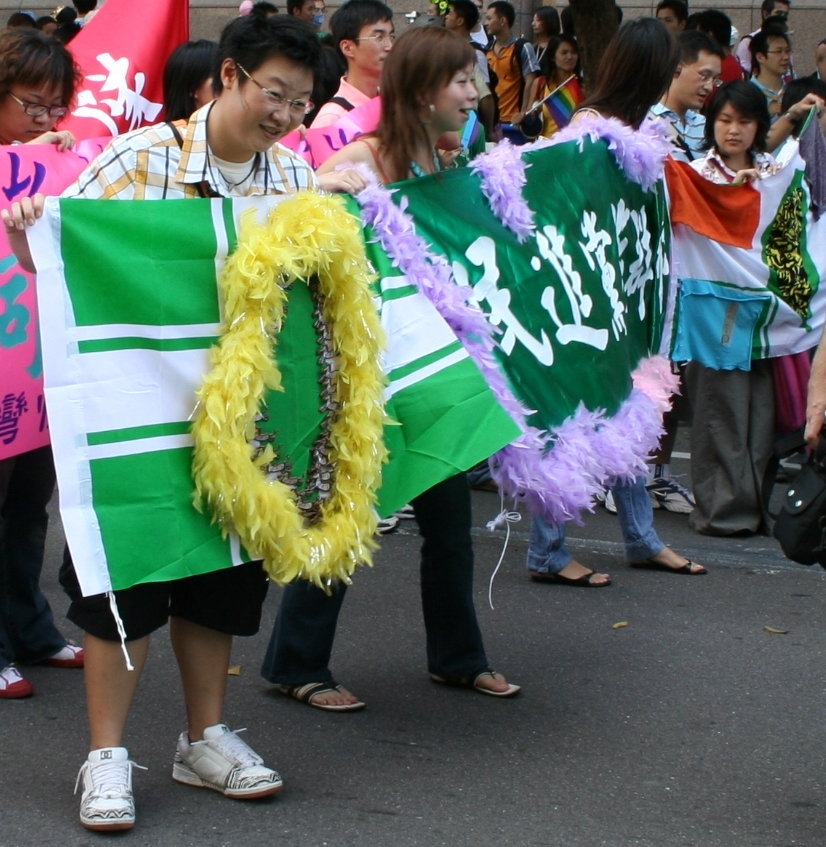
Partimedlemmar deltar i Taiwan Pride år 2005
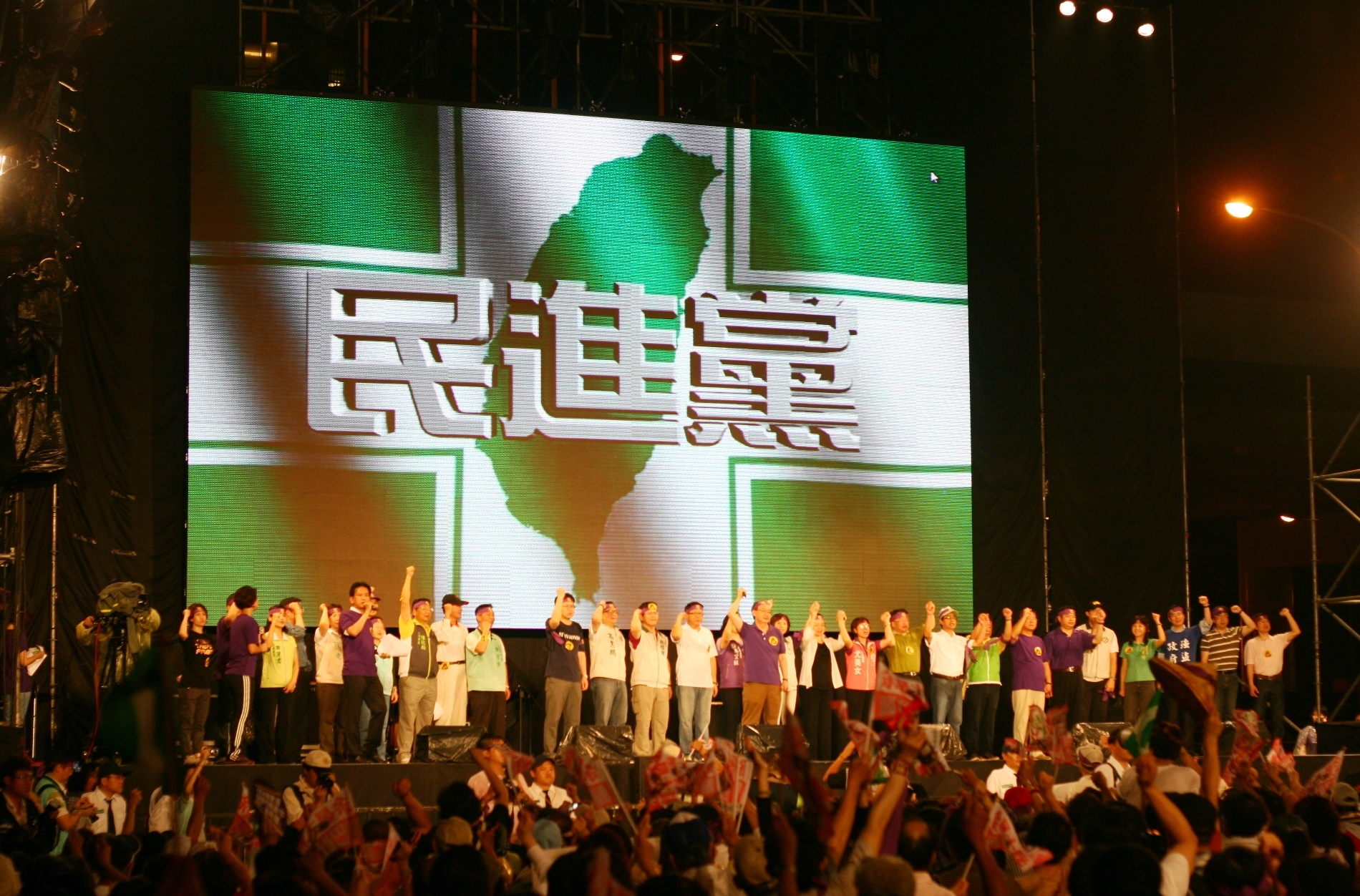
DPP:s demonstration mot presidenteten Ma Ying-jeou år 2012
DPP:s stöd i Taiwans presidentval 2020.